# Buddleja macrostachya
Buddleja macrostachya är en flenörtsväxtart som beskrevs av Nathaniel Wallich och George Bentham. Buddleja macrostachya ingår i släktet buddlejor, och familjen flenörtsväxter. Inga underarter finns listade i Catalogue of Life.

## Bildgalleri

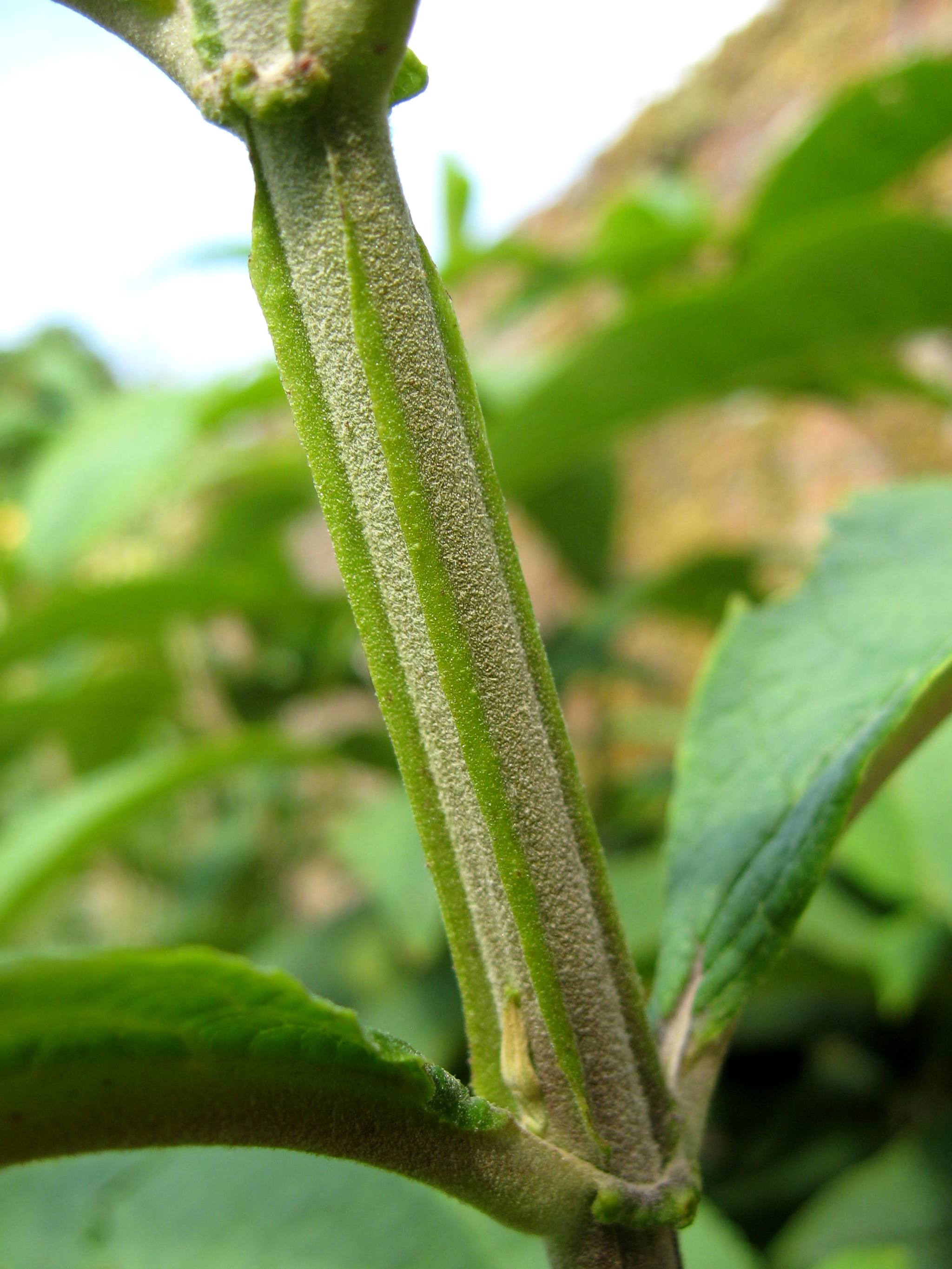
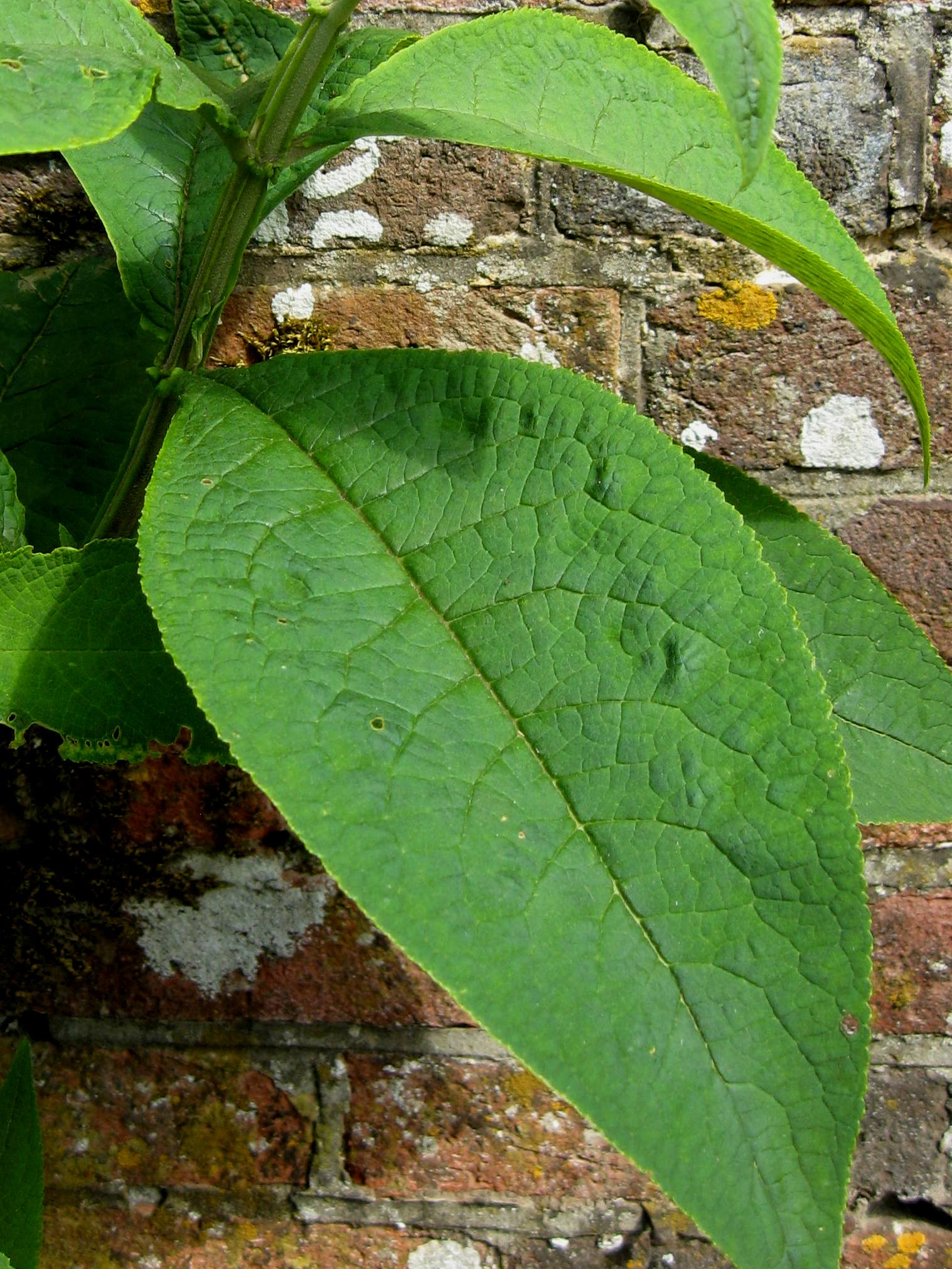
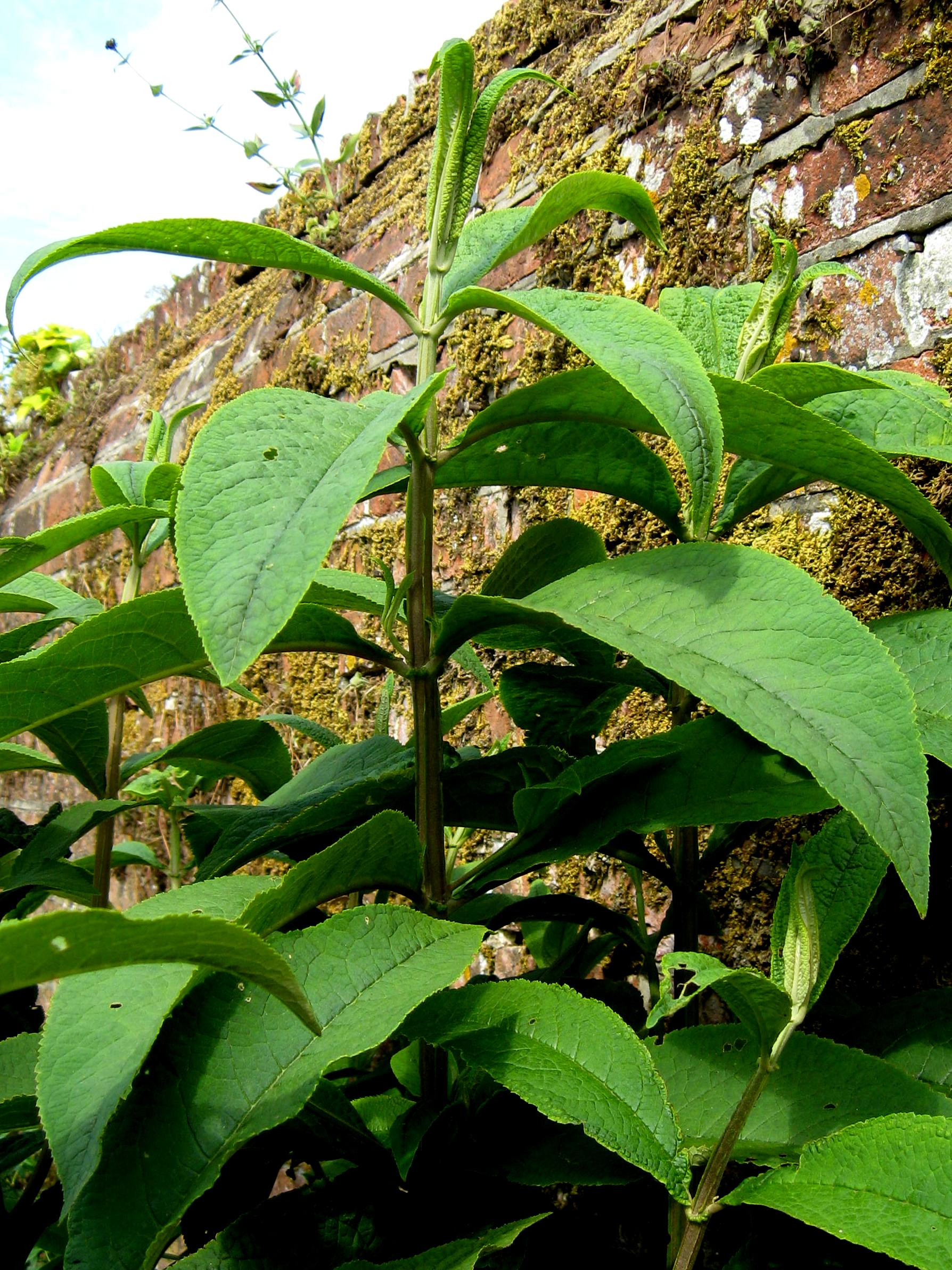